# 歐文 (麻薩諸塞州)
歐文（英語：Erving）是一個位於美國麻薩諸塞州富蘭克林縣的鎮。

## 人口
根據2020年美國人口普查的數據，歐文的面積為37.30平方千米，當中陸地面積為35.90平方千米，而水域面積為1.40平方千米。當地共有人口1665人，而人口密度為每平方千米45人。